# プラント・オパール

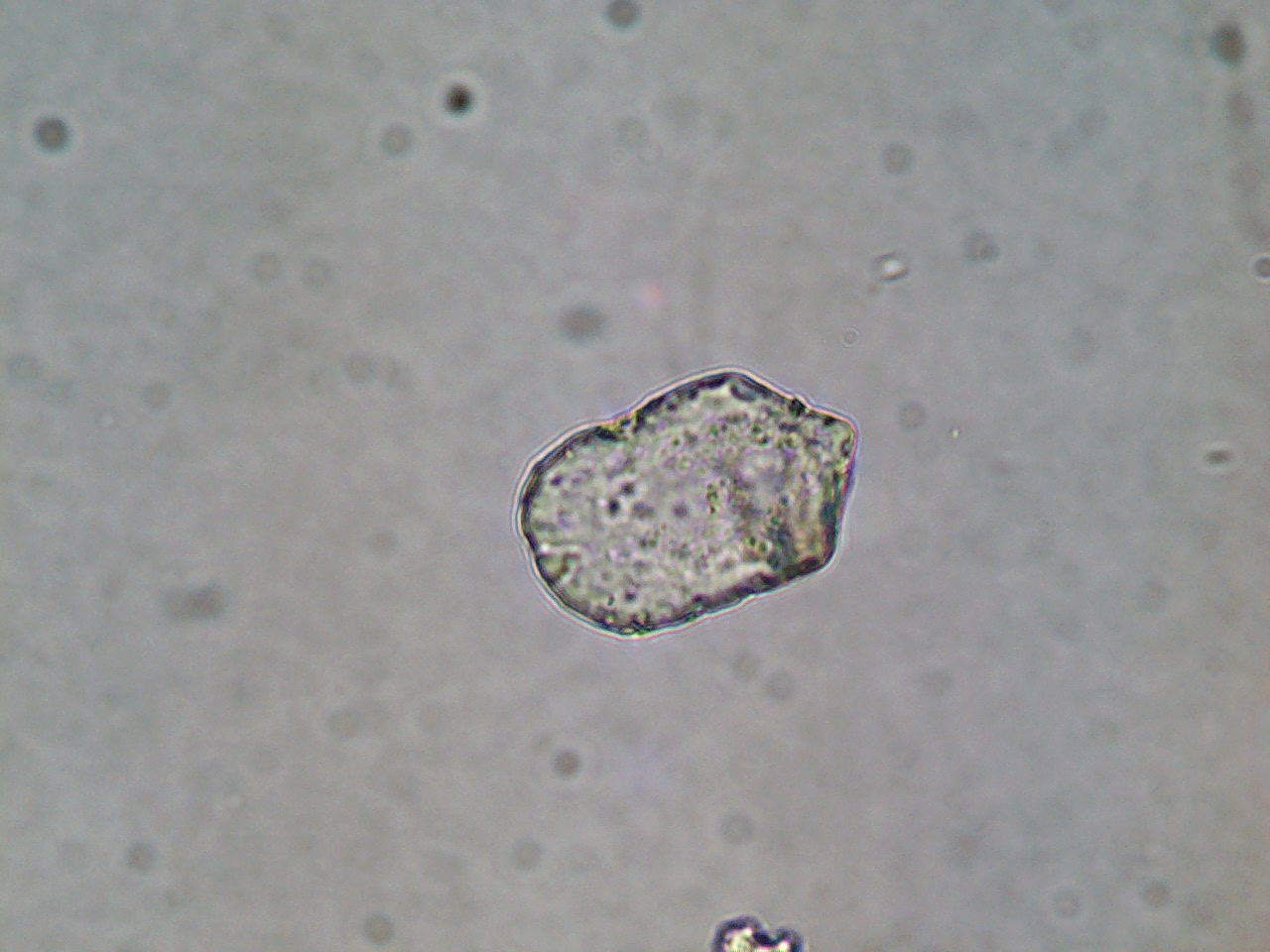
植物化石の例 (bulliform)

プラント・オパール（プラントオパール、英語: plant opal）は、植物の細胞組織に充填する非結晶含水珪酸体 (SiO2.nH2O)。
Phytolith、Opal phytolith、Grass opalなどとも。

## 概要
植物は土壌中の珪酸（水に溶けたケイ酸塩）を根から吸収し、特定の細胞の細胞壁に蓄積しガラス質の細胞体を形成する。植物珪酸はイネ科、カヤツリグサ科、シダ植物、コケ植物において含有量の高いことが知られ、特に表皮細胞、樹木類の維管細胞と表皮細胞など蓄積されやすい箇所がある。特に、竹（イネ科）がグラスファイバーのようによくしなり、きわめて非導電性であるのは、表皮細胞と維管束による規則正しく密集するプラント・オパールによる植物骨格組織のためである。
また、サボテン、イラクサ、ナス科植物、バラ科植物などに見られる植物体表皮の棘やイネ科植物の葉の辺縁に見られる微鋸歯は、この植物骨格組織から派生した珪酸および珪酸とカルシウムからなる複合成分を組成とするガラス質の物質でコーティングされた組織であり、また、動物における鱗と相似器官でもある（同様に珪藻の被殻と放散虫の骨格にも動植物の壁を越えて相似性のある器官が認められる）。

## 応用研究
ガラス質に変化した植物珪酸体は、植物体が枯死した後にも腐敗せず残存し土壌に保存される。更に、植物体毎の特徴があることから種を特定することが可能であり、花粉と共に古植生環境を推定する手段として利用される。花粉は広域に拡散し局所環境の推定には向かないが、プラント・オパールは飛散しにくく乾燥地や酸性土壌など花粉が遺存しにくい環境でも遺存するため、局所的な環境と植生の分析が可能である。
特にイネ科植物はプラント・オパールが残りやすく、稲作の起源を探る研究が精力的に行われたため多くの知見が蓄積されている。作物学や考古学上でイネ科植物の同定を行う場合は「オリザニンオパール（イネ科のオパール）」という名称が使われることもある。しかし、イネのプラント・オパールは粒径が小さく雨水と共に地下に浸透することも考えられるため、即座に発見地層の時代における栽培の証拠とすることはできない。年代推定の精度を上げるため、プラントオパール中の炭素14 (14C) を利用した放射年代測定も試みられている。

### 日本における研究と応用
- 青森県、三内丸山遺跡におけるイヌビエ栽培の可能性[10]
- 日本国内外の稲作の年代推定[6][11]と伝播経路の解明[12][13]
- イネの品種推定[5][14]
- 吉野ヶ里遺跡、桑田遺跡の稲作時期[15]
- プラントオパールを研磨に利用したトクサ[16]
- タケ（竹）由来のプラントオパールを使用したスピーカ[17]

## ギャラリー

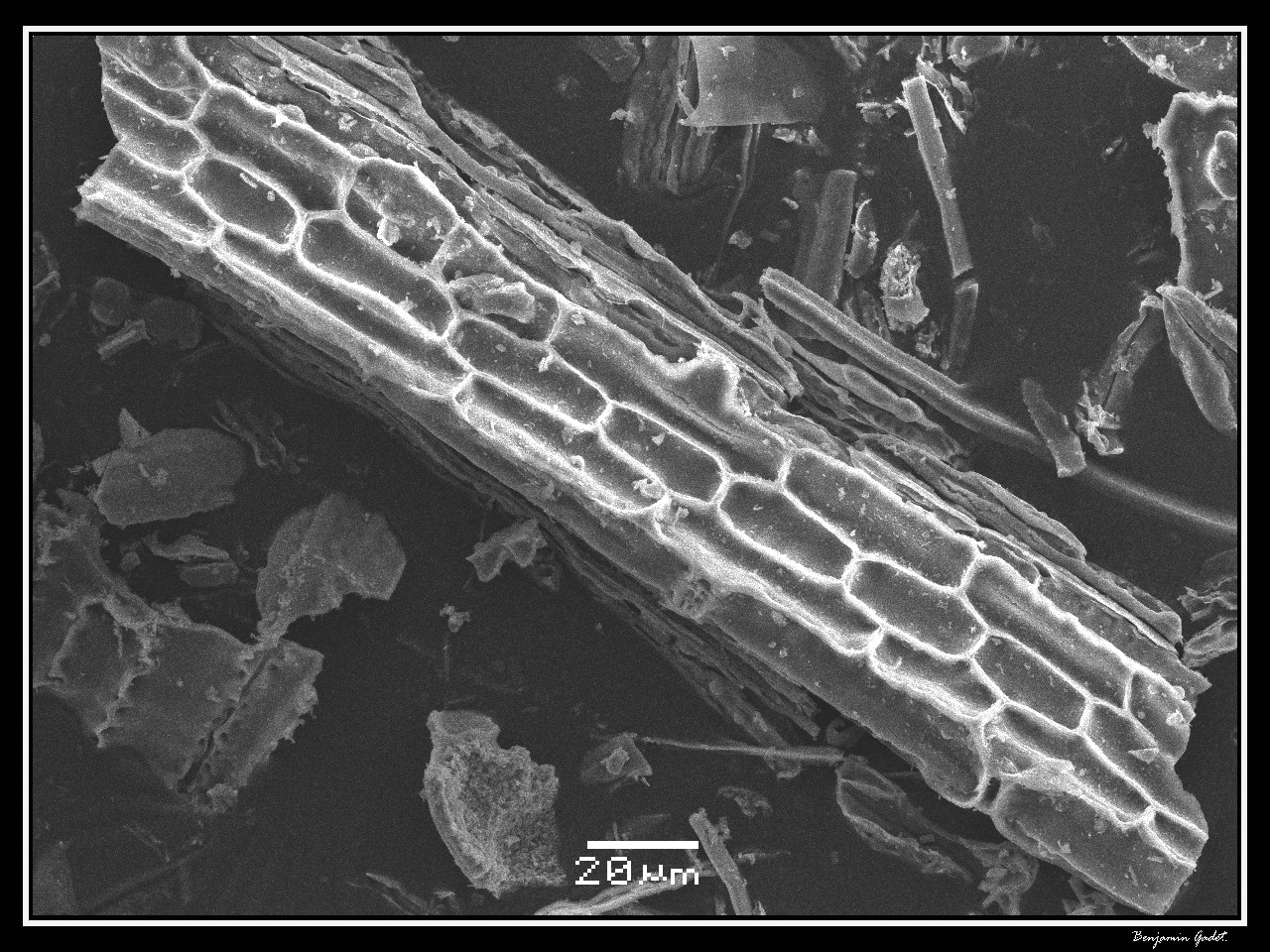
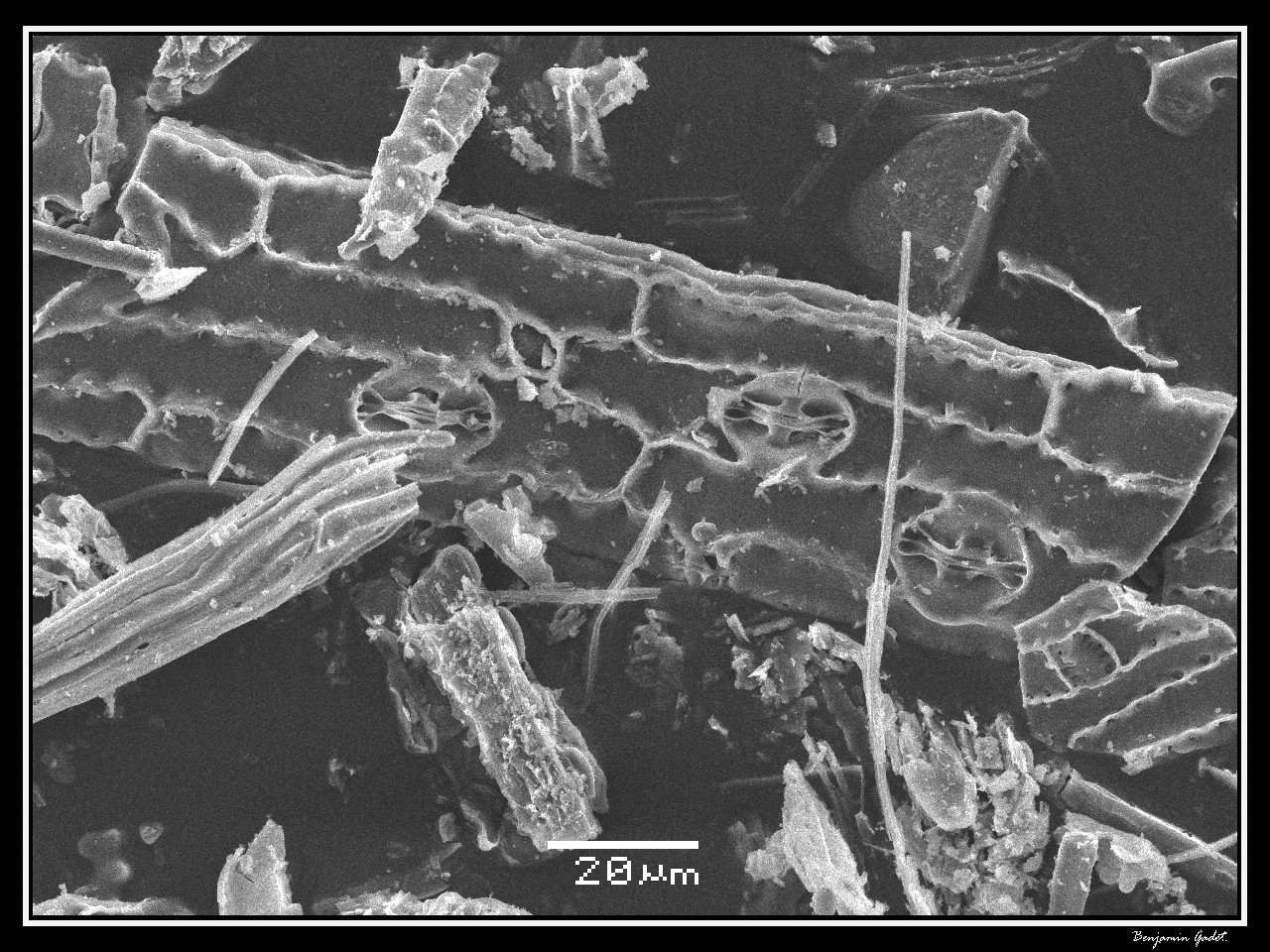
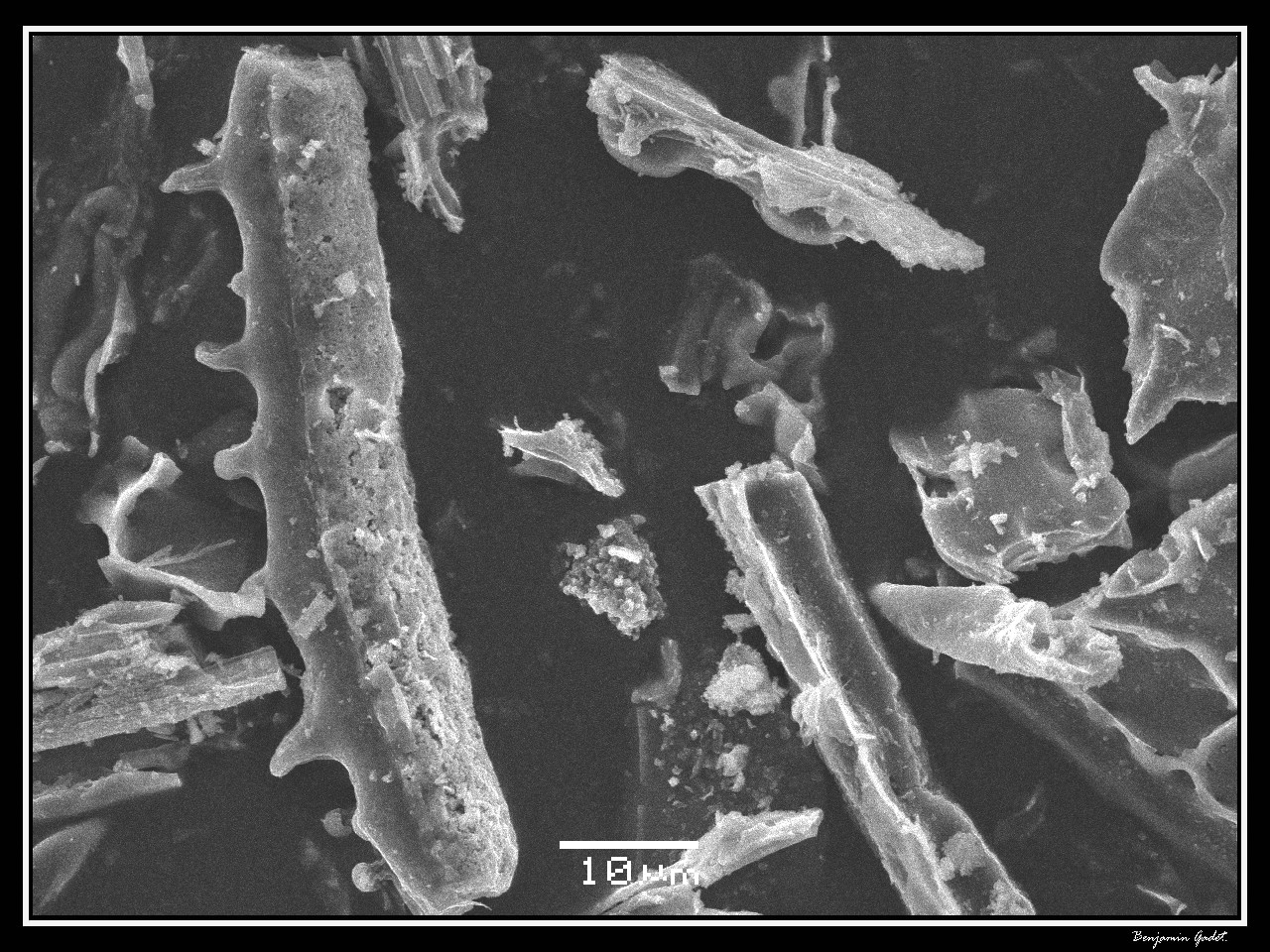
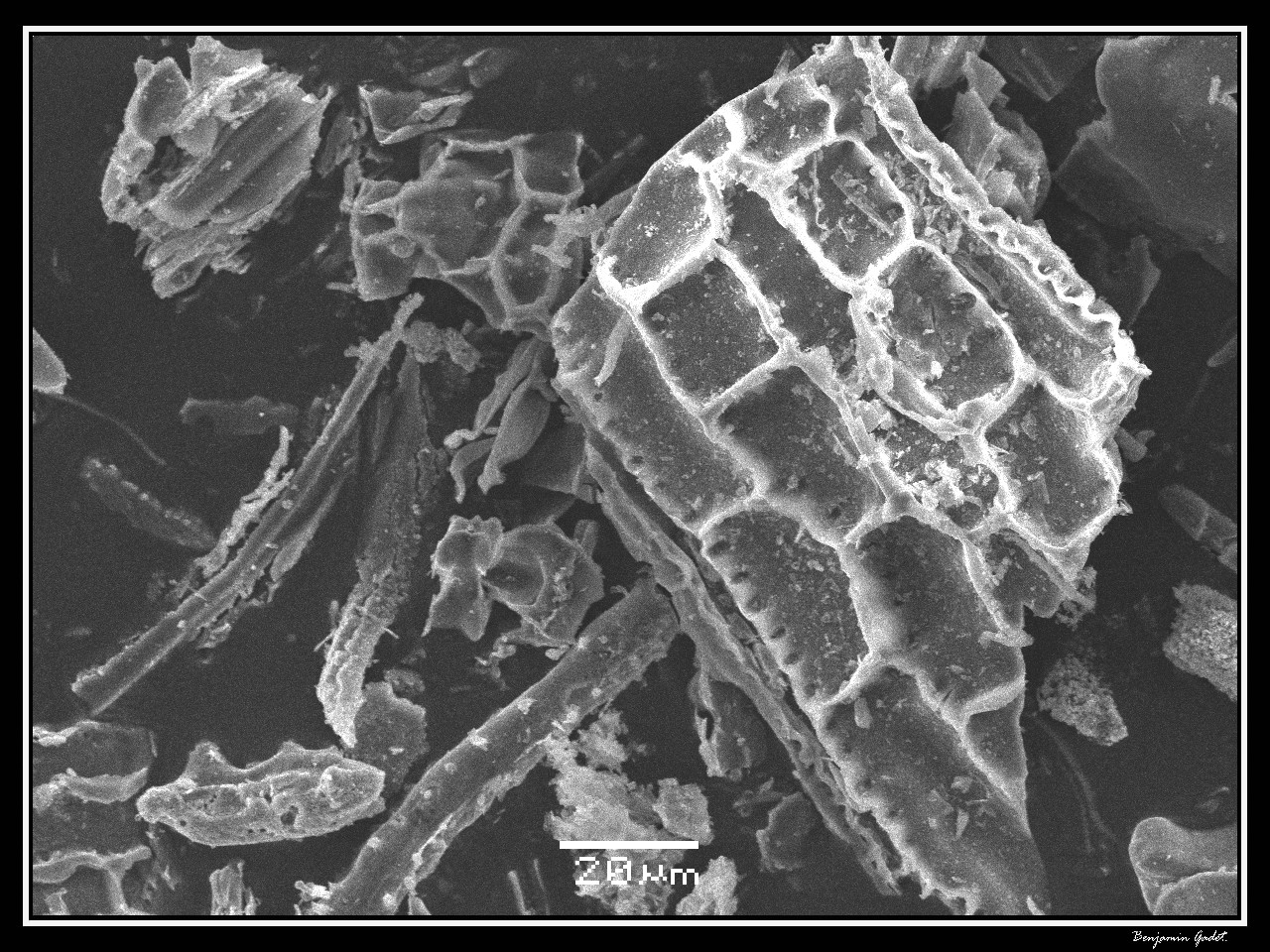
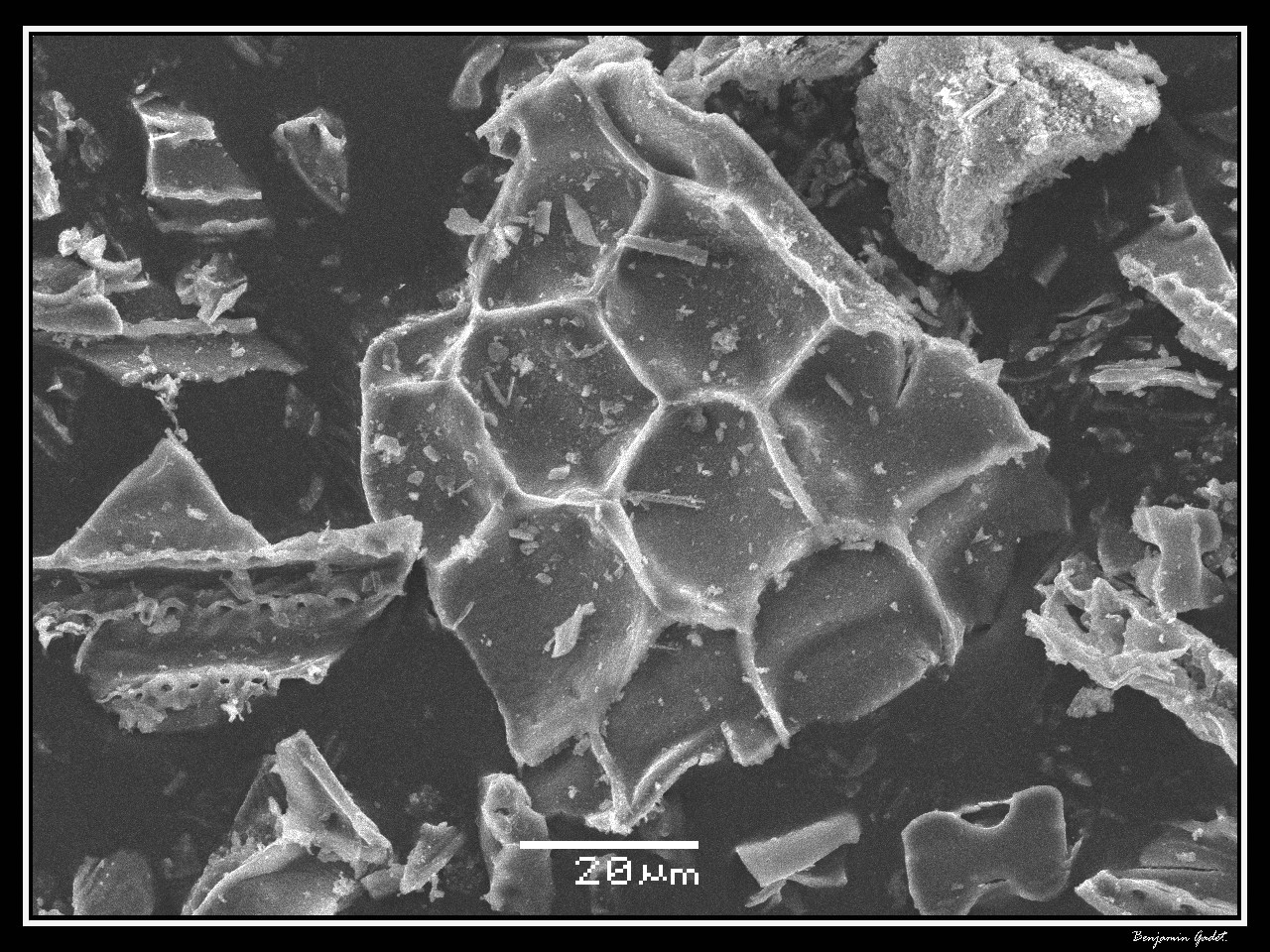